# 480.
480. je deveto desetletje v 5. stoletju med letoma 480 in 489. 